# Liste der Monuments historiques in Jussy (Moselle)
Die Liste der Monuments historiques in Jussy führt die Monuments historiques in der französischen Gemeinde Jussy auf.

## Liste der Bauwerke
| Bezeichnung       | Beschreibung                                     | Standort               | Kennzeichnung | Schutzstatus | Datum | Bild           |
| ----------------- | ------------------------------------------------ | ---------------------- | ------------- | ------------ | ----- | -------------- |
| Kirche St-Hilaire | romanischer Turm, Schiff aus dem 15. Jahrhundert | Rue de l’Église (Lage) | PA00106792    | Classé       | 1847  | weitere Bilder |